# Orde van de Gestreepte Tijger
De Orde van de Gestreepte Tijger (ook Orde van Wen-Hu genoemd) was een Chinese onderscheiding. De onderscheiding werd voor de Tweede Wereldoorlog door de Republiek China uitgereikt maar maakt geen deel meer uit van de onderscheidingen van de regeringen van de Republiek China in Tai-Peh en de Volksrepubliek China in Peking. Deze ridderorde kende negen graden. De naar verhouding kleine linten en rozetten en de grote kleinoden van de onderscheiding zijn typisch voor de Chinese onderscheidingen van vóór de Tweede Wereldoorlog.
De graden en versierselen van de Orde van de Gestreepte Tijger
- Speciaal Grootlint
- Grootlint
- Groen Grootlint
- Speciale Cravatte
- Cravatte
- Speciaal Rozet
- Rozet
- Speciaal lint
- Lint

## Klassen
De orde was opgedeeld in 5 klassen naar militaire rang:
- 1e klasse: voor de rang van veldmaarschalk of generaal
- 2e en 3e klasse: voor de rang van kolonel en luitenant-kolonel
- 4e klasse voor de rang van majoor en kapitein
- 5e klasse voor de rang van luitenant en lager

## Belgische leden
Lijst van Belgen die de onderscheiding hebben ontvangen (onvolledige lijst):
- Édouard Empain
- Léon de Witte de Haelen